# Lithocarpus tubulosus
Lithocarpus tubulosus (Hickel & A.Camus) A.Camus – gatunek roślin z rodziny bukowatych (Fagaceae Dumort.). Występuje naturalnie w północnej części Tajlandii, Laosie, północno-wschodnim Wietnamie oraz południowych Chinach (w południowo-wschodnim Junnanie). 

## Morfologia
PokrójZimozielone drzewo dorastające do 15 m wysokości.
LiścieBlaszka liściowa jest owłosiona od spodu i ma eliptyczny kształt. Mierzy 20–25 cm długości oraz 7–10 cm szerokości, jest całobrzega, ma zaokrągloną nasadę i ogoniasto spiczasty wierzchołek. Ogonek liściowy jest owłosiony i ma 10 mm długości.
OwoceOrzechy o kulistym kształcie, dorastają do 12–17 mm długości i 20–23 mm średnicy. Osadzone są pojedynczo w miseczkach o kulistym kształcie, które mierzą 35 mm długości i 25–30 mm średnicy. Orzechy otulone są w miseczkach do 10–20% ich długości.

## Biologia i ekologia
Rośnie w lasach miesanych. Występuje na wysokości około 1000 m n.p.m. Kwitnie od kwietnia do maja, natomiast owoce dojrzewają od września do października.